# Otto mesi in due ore
Versions successives
- 1832, Rome : transposition du rôle d'Elisabetta pour mezzo-soprano
- 1833, Livourne : nouvelle version revue par Donizetti
- 1838-1840 : Élisabeth ou la fille de l'exilé, nouvelle version en français, livret d'Adolphe de Leuven et Léon-Lévy Brunswick, musique de Donizetti
- Elisabetta, transposition en italien par Donizetti de la version française
- 1853, Paris : Élisabeth, ou La fille du proscrit, adaptation par Uranio Fontana de la partition originale de Donizetti au livret français de Leuven et Lévy Brunswick
- 1854, Milan : transposition en italien du rifacimento de Fontana

Personnages
- Le Tsar (ténor)
- Le Grand Maréchal (basse)
- Le comte Stanislao Potoski (ténor)
- La comtesse Fedora, sa femme (mezzo-soprano)
- Elisabetta, leur fille (soprano)
- Maria, nourrice d'Elisabetta (mezzo-soprano)
- Michele, son fils, et courrier du Tsar (basse)
- Ivano, passeur au bac de la rivière Kama (baryton)
- Alterkhan, chef d'une tribu de Tartares (basse)
- Orzak, autre chef tartare

Otto mesi in due ore, ossia Gli esiliati in Siberia (Huit mois en deux heures, ou les Exilés de Sibérie) est un opéra (opera romantica ou melodramma romantico) en 3 actes, musique de Gaetano Donizetti, livret de Domenico Gilardoni, créé au Teatro Nuovo de Naples le 13 mai 1827.

## Histoire
Donizetti avait signé à Naples avec l'imprésario Domenico Barbaja un contrat qui lui faisait obligation de composer quatre opéras par an pendant trois ans pour une somme mensuelle de 200 ducats. De plus, il devait recevoir 50 ducats par mois comme directeur musical du Teatro Nuovo, chargé de la préparation musicale des représentations. Il quitta Rome, où il venait de créer Olivo e Pasquale, vers la mi-janvier 1827 et, arrivé à Naples, se mit sans tarder au travail puisque le premier des opéras livrés à Barbaja, Otto mesi in due ore, fut créé le 13 mai.
C'était la première fois que Donizetti travaillait avec le librettiste Domenico Gilardoni qui devait lui donner dix autres livrets au cours des quatre années suivantes, devenant son librettiste napolitain officiel, comme le sera plus tard Salvatore Cammarano à partir de Lucia di Lammermoor. Le livret d’Otto mesi in due ore était une adaptation directe d'un drame de l'acteur Luigi Marchionni La figlia dell'esiliato, ossia Otto mesi in due ore, donné avec succès au Teatro dei Fiorentini de Naples en 1820. Cette pièce était une adaptation de La fille de l'exilé, ou Huit mois en deux heures, mélodrame historique de René-Charles Guilbert de Pixerécourt créé en 1819 au Théâtre de l'Ambigu-Comique à Paris et lui-même tiré d'un roman de Mme Cottin intitulé Élisabeth ou les Exilés de Sibérie (Paris, 1806). En 1825 Xavier de Maistre publie le récit de cet épisode qui semble s'être réellement déroulé sous le règne du tsar Paul Ier.
Grâce à la nouvelle position officielle du compositeur au Teatro Nuovo, la production put bénéficier de moyens importants. Dans une lettre datée du 14 mai 1827, Donizetti écrivit à son collègue Andrea Monteleone, qui lui avait succédé comme compositeur en résidence du Teatro Carolino de Palerme, en signalant l'excellence de la machinerie de scène, des décors et des costumes et, tout en suggérant que l'œuvre pourrait être montée dans la capitale de la Sicile, il prévient que : « De grands effets sont requis, à savoir une inondation, des illuminations et un orchestre de scène, etc. »
De tous les opéras donnés jusqu'alors par Donizetti à Naples, Otto mesi in due ore fut celui qui remporta le plus grand succès : il eut cinquante représentations d'affilée. L'ouvrage devint aussi populaire en dehors de Naples et fut très fréquemment représenté pendant deux décennies, parfois sous le titre alternatif Gli esiliati in Siberia, comme à la Scala de Milan en septembre 1831 où il eut 17 représentations. La même année, à Modène, à l'occasion de la réouverture du théâtre de la ville, qui avait été fermé pendant quelque temps en punition d'un soulèvement contre le pouvoir autrichien, le public, après la première partie, se mit à réclamer un hymne italien qui n'existait pas – et pour cause ; l'orchestre interpréta alors la marche de l'acte III avec un tel succès que, dès le lendemain, cette page était devenue une sorte d'hymne révolutionnaire local. L'opéra fut donné au Teatro Carolino de Palerme en 1828-1829 et à Turin en 1834-1835. En 1832, Donizetti révisa sa participation en transposant le rôle d'Elisabetta pour la célèbre mezzo-soprano autrichienne Caroline Ungher pour une reprise à Rome au Teatro Valle. L'année suivante, à l'occasion d'une reprise à Livourne, il en donna une nouvelle version qui semble toutefois n'avoir pas eu autant de succès que la première.
À l'étranger, l'opéra fut donné en Espagne, au Portugal, en Allemagne et en Autriche. Il ne fut jamais représenté en Angleterre, aux États-Unis ni en France. Pourtant, entre 1838 et 1840, Donizetti retravailla substantiellement sa partition en vue d'une production française. Un nouveau livret, Élisabeth ou la fille de l'exilé, fut fourni par Adolphe de Leuven et Léon-Lévy Brunswick, les deux librettistes du Postillon de Lonjumeau d'Adolphe Adam, et Donizetti composa beaucoup de musique nouvelle si bien que le musicologue Will Crutchfield a émis l'hypothèse qu'à ce stade, il s'agissait d'un véritable nouvel opéra, tout à fait différent de Otto mesi in due ore, quoique conservant nombre d'éléments de la partition d'origine.
Cette version française ne fut jamais donnée du vivant de Donizetti, mais celui-ci en réalisa une transposition en italien, intitulée Elisabetta, qu'il destinait au Her Majesty's Theatre de Londres. Celle-ci  ne fut pas davantage représentée du vivant du compositeur. La partition d’Elisabetta tomba dans l'oubli et ne fut redécouverte que longtemps après dans les sous-sols du Royal Opera House : les actes I et III furent découverts par Will Crutchfield en 1984 et l'acte II par Richard Bonynge en 1988. La partition fut éditée par Will Crutchfield et Roger Parker et l'opéra eut sa première représentation au Royal Festival Hall de Londres le 16 décembre 1997, en version de concert sous la direction de Carlo Rizzi. La version turinoise de 1835 fut, quant à elle, donnée en concert le 12 juillet 1999 dans le cadre du Festival de Montpellier.
En France, on produisit au Théâtre-Lyrique à Paris le 31 décembre 1853, sous le titre Élisabeth, ou La fille du proscrit, un rifacimento dû au compositeur Uranio Fontana. Selon Will Crutchfield, ce dernier, qui se présenta alors comme un élève de Donizetti, n'eut pas accès à la partition composée par Donizetti pour Élisabeth ou la fille de l'exilé, qui devait se trouver à Londres, mais il chercha à adapter au livret français d'Adolphe de Leuven et Léon Lévy Brunswick la musique d’Otto mesi in due ore, ce qui l'amena à composer une nouvelle version du dernier acte et à entremêler la musique de Donizetti à des compositions de son cru, les ajouts représentant en définitive presque la moitié de la partition. Une version italienne de cette partition composite fut ensuite donnée au Teatro Santa Radegonda de Milan le 24 juillet 1854.
La première représentation de la véritable version française, sur la base de la partition de Donizetti, eut lieu le 17 juillet 2003 au Festival international de musique de Caramoor dans l'État de New York sous la direction de Will Crutchfield, qui travailla sur la base du manuscrit de la version française, reprenant l'orchestration de la version londonienne et la partition originale d’Otto mesi pour construire la dernière aria. Les récitatifs d’Elisabetta avaient été transformés en dialogues parlés puisque la version française devait être un opéra-comique.

## Distribution
| Rôle                                                             | Type de voix  | Interprètes lors de la première le 13 mai 1827 |
| ---------------------------------------------------------------- | ------------- | ---------------------------------------------- |
| Le Tsar                                                          | ténor         | Giuseppe Loira                                 |
| Le Grand Maréchal                                                | basse         | Vincenzo Galli                                 |
| Le comte Stanislao Potoski                                       | ténor         | Servoli                                        |
| La comtesse Fedora, sa femme                                     | mezzo-soprano | Francesca Checcherini                          |
| Elisabetta, leur fille                                           | soprano       | Caterina Lipparini                             |
| Maria, nourrice d'Elisabetta                                     | mezzo-soprano |                                                |
| Michele, son fils, courrier du Tsar                              | basse         | Gennaro Luzio                                  |
| Ivano, jadis boyard, désormais passeur au bac de la rivière Kama | baryton       | Giuseppe Fioravanti                            |
| Alterkhan, chef d'une tribu de Tartares                          | basse         | Raffaele Scalese                               |
| Orzak, autre chef tartare                                        | ténor         |                                                |
| Cavaliers. Chœur de Tartares. Montagnards, soldats, paysans.     |               |                                                |

## Argument

### Acte I
À Saimika en Sibérie
Ayant été exilé à tort en Sibérie, le comte Stanislao Potoski, sa femme, la comtesse Fedora, et leur fille, Elisabetta, en sont réduits à vivre dans une masure dépendant d'un monastère. Elisabetta résout d'entreprendre un difficile voyage à pied jusqu'à Moscou pour implorer la grâce du Tsar. C'est ce voyage de huit mois (otto mesi) qui est raconté dans les deux heures (duo ore) que dure l'opéra.

### Acte II
Les rives de la rivière Kama
Elisabetta devient l'amie de hordes Tartares qui avaient commencé par la menacer mais ont été subjuguées par son innocence et ses vertus. Elle fait aussi la connaissance d'Ivano, qui est responsable de l'exil de ses parents mais qui travaille désormais comme passeur sur cette rivière. Une inondation fait déborder celle-ci mais Elisabetta parvient à survivre en utilisant comme radeau le cercueil de la fille morte d'Ivano.

### Acte III
Une salle d'audience au Kremlin
Le Grand Maréchal, qui est également partiellement responsable de l'exil de la famille Potoski, essaie de barrer la route à Elisabetta mais celle-ci parvient à se présenter devant le Tsar qui, entretemps, a reçu une lettre de son messager Michele, ami d'Elisabetta et fils de sa nourrice, lui expliquant l'injustice de leur exil. Le Tsar fait grâce à la famille qui peut ainsi se trouver réunie à Moscou.

## Analyse
« Les ingrédients spectaculaires, quelque naïfs qu'ils soient, sont caractéristiques des efforts continus de Donizetti au cours de cette période pour accroître sa maîtrise technique d'une large gamme de situations et d'effets dramatiques. Bien davantage que Rossini ou Bellini, Donizetti était un compositeur de théâtre ; plus que ses grands contemporains, il s'efforçait toujours de créer entre la musique et l'action dramatique une conjonction plus serrée et plus directe. Otto mesi in due ore est une claire tentative en ce sens. »
« Dans Otto mesi, basé sur une pièce de Luigi Marchionni jouée avec succès lors de la saison de 1820 à Naples, La figlia dell'esiliato [...], Donizetti accomplit une avancée importante dans sa tentative de reproduire l'immédiateté de l'action dramatique. Un des épisodes favoris de la pièce de Marchionni était une pantomime pour l'héroïne. À l'acte II de l'opéra, on trouve une scène similaire, intitulée Discesa di Elisabetta, qui dépeint le voyage d'Elisabetta à travers la Sibérie ; l'action est accompagnée par une simple musique descriptive (andante, 4/4, mi bémol majeur) qui suggère les actions et les émotions indiquées dans les didascalies : Elisabetta apparaît au sommet d'une colline, marchant lentement ... Elle sanglote ... Elle s'arrête ... Elle se remet à marcher ... Elle trébuche et manque presque tomber ... Elle lève ses mains au ciel ... Elle marche ... trébuche ... prie, sanglote et continue de marcher. La pantomime, alors fréquente dans le théâtre parlé, constitue un dispositif dramatique que Donizetti utilisera à nouveau par la suite, comme lorsqu'Aurelio descend des murs de la cité assiégée pendant l’introduzione de L'assedio di Calais et, de manière plus notable, pour l'entrée de Linda au IIIe acte lorsque les jeux de Pieroto ramènent la jeune fille frappée de démence à Chamonix.

Otto mesi contient des indications qui montrent la sensibilité grandissante de Donizetti aux atmosphères chargées d'émotion. Dans le moderato du premier finale on trouve un très bel effet de chuchotis de voix flottant au-dessus des cordes en sourdine. Par contraste, le finale de l'acte II se déroule pendant qu'un orage fait rage, tandis que la rivière Kam est en crue ; il se développe progressivement de façon menaçante, une note dans la partition autographe précisant : Se è tamburo la pelle molla (Si une grosse caisse est disponible, détendre la peau), jusqu'au moment où la tempête atteint son paroxysme. L'ouvrage se termine avec une aria-finale, pour laquelle Donizetti adapta encore une fois une musique déjà entendue dans Le nozze in villa. [...] L'écriture vocale est souvent ornée, davantage dans la version de 1827 que dans celle de 1833, plus resserrée. »
« Dans l'ensemble, il s'agit d'une partition où plusieurs numéros durent plus longtemps que ne l'autorise (sic) le matériau musical et l'à-propos dramatique – pour ne citer que l'interminable air à vocalises du Grand Maréchal, le traître-en-chef, qui n'apparaît qu'au dernier acte. Le plus intéressant est le quintette du Ier acte qui reviendra dans Anna Bolena. L'air final d'Elisabetta reprend les thèmes utilisés dans Le nozze in villa. »
« Parmi les meilleurs moments on retiendra des pages pleines d'une verve buffa dignes de Don Pasquale, comme la cavatine de Michele à l'acte I (écrite pour Gennaro Luzio, alors vedette du Teatro Nuovo), le très beau trio de l'acte III ou encore le finale virtuose destiné à Carolina Ungher qui reprit le rôle principal à Rome en 1832. »

## Discographie
| Année | Version                         | Distribution (Elisabetta, Comte Potoski, Comtesse Fedora, Le Tsar, Le Grand Maréchal) | Chef d'orchestre, Orchestre et chœur                                       | Label                                                            |
| ----- | ------------------------------- | ------------------------------------------------------------------------------------- | -------------------------------------------------------------------------- | ---------------------------------------------------------------- |
| 1997  | Elisabetta (version de Londres) | Andrea Rost Juan Diego Flórez Leah-Marian Jones Robin Leggate Roderick Earle          | Carlo Rizzi Orchestre et chœur du Royal Opera House                        | CD Audio : Charles Handelsman – Live Opera Enregistrement public |
| 1999  | Version turinoise de 1835       | Brigitte Hahn Luca Canonici Christine Barbaux Yann Beuron Nikola Mijailovic           | Enrique Diemecke Orchestre national de Montpellier Lettischer Rundfunkchor | CD Audio : Actes Sud Réf. : AD 124 Enregistrement public         |

### Sources
- (en) William Ashbrook, Donizetti and his operas, Cambridge University Press, 1982  (ISBN 0-521-27663-2)
- (fr) Yonel Buldrini, « Gaetano Donizetti (1797-1848). Gli Esiliati in Siberia ossia Otto Mesi in due ore », sur www.forumopera.com (consulté le 22 août 2009)
- (en) Will Crutchfield, « Donizetti's Élisabeth, ou la fille de l'exilé », sur www.donizettisociety.com, Donizetti Society, 2003 (consulté le 22 août 2009)
- (en) Malcolm Hayes, « The opera they tried to flog », Telegraph, 1997 (consulté le 22 août 2009)
- (fr) Piotr Kaminski, Mille et un opéras, Paris, Fayard, coll. « Les Indispensables de la musique », 2003  (ISBN 978-2-213-60017-8)
- (en) Gregory M. Lamb, « Lost and found », sur www.csmonitor.com, The Christian Science Monitor, juin 2003 (consulté le 22 août 2009)
- (en) Marion Lignana Rosenberg, « Donizetti's "Elisabeth" at Caramoor », sur www.mondo-marion.com, Opera News, 2003 (consulté le 22 août 2009)
- (en) Robert Levine, « Gaetano Donizetti. Gli esiliati in Siberia », sur www.classicstoday.com (consulté le 22 août 2009)
- (en) Rodney Milnes, « Bizarre - but seldom boring », The Times, 1997 (consulté le 22 août 2009)
- (fr) Philippe Thanh, Donizetti, Actes Sud, 2005  (ISBN 2-7427-5481-4)
- (en) Anthony Tommasini, « A Donizetti Discovery, Reinterpreted », sur www.nytimes.com, The New York Times, 2003 (consulté le 22 août 2009)
- (en) « `Lost' Donizetti opera scored by Music Faculty », sur www.ox.ac.uk, Oxford University Gazette, 1997 (consulté le 22 août 2009)